# Metopoceras driss
Metopoceras driss är en fjärilsart som beskrevs av Charles E. Rungs 1952. Metopoceras driss ingår i släktet Metopoceras och familjen nattflyn. Inga underarter finns listade i Catalogue of Life.